# Liang Bua
Liang Bua – jaskinia na indonezyjskiej wyspie Flores, w której w 2003 roku odnaleziono prawie kompletny szkielet samicy gatunku Homo floresiensis datowany na ok. 18 tys. lat.
W trakcie dalszych prac w jaskini znaleziono szczątki jeszcze jedenastu przedstawicieli gatunku Homo floresiensis, najmłodsze datowane na ok. 12 tys. lat.